# Take The Love (álbum de Lime)
Take The Love es el sexto álbum de estudio del grupo canadiense Lime. Fue lanzado en 1986 por la discográfica Matra Records. Del álbum se extrajo el sencillo homónimo «Take The Love».

## Lista de canciones
| N.º | Título                  | Duración |  |
| 1.  | «Take The Love»         | 5:37     |  |
| 2.  | «Cutie Pie»             | 4:55     |  |
| 3.  | «Irresistible Woman»    | 4:25     |  |
| 4.  | «Come On Everybody»     | 4:25     |  |
| 5.  | «Did You See That Girl» | 6:48     |  |
| 6.  | «Gold Digger»           | 5:07     |  |
| 7.  | «Do You Like To Love»   | 5:05     |  |
| 8.  | «Dry Up»                | 4:20     |  |